# Nacor Medina Perez
Nacor Medina Perez, född 3 februari 1988 i Las Palmas på Gran Canaria, är en svensk-spansk handbollstränare och tidigare handbollsspelare (mittnia).

## Karriär
Nacor Medina Perez fick sin handbollsfostran i Borlänge HK. När han var 16 år började han på handbollsgymnasiet Katrinelund i Göteborg och började spela för Redbergslids IK. 2011 blev han avstängd i sex månader efter ett knytnävsslag mot Guifspelaren Mattias Zackrisson. Straffet sänktes sedan till tre månader. Året efter blev han avstängd två månader efter att ha spottat Skånela IF:s Christoffer Brännberger i ansiktet.  Han uppmanades av sin klubb att ta en time-out på obestämd tid. I februari 2013 gjorde han premiär som proffs i TV Emsdetten, tyska andraligan. Där spelade han den kvarvarande delen av säsongen.
I juni 2013 skrev Medina på ett kontrakt med Elverum Håndball i Norge. Där blev det en säsong, sedan bytte han till Drammen HK där han också var en säsong. Tredje norska klubben blev IL Runar som han lämnade i början av 2016 mitt under säsongen, enligt Medina av familjeskäl. Han spelade sedan för en mindre ungersk klubb resten av 2016.
Sommaren 2016 återvände Medina till Spanien. Han gjorde en bra säsong i spanska högstaligan men i december 2016 skadade han hälsenan och det spolierade resten av säsongen i Spanien. 2017 började han spela för Torslanda HK i Göteborg. 2018 återvände han till Spanien och Lanzarote men redan samma säsong var han åter i Sverige och spelade för HIF Karlskrona.
2020 slutade Medina spelarkarriären och blev tränare i Stenungsunds HK. 2022 återupptog han sin spelarkarriär efter två tränarår då han återvände till Redbergslids IK under en kort period. I januari 2023 flyttade han till italienska Pallamano Pressano.
I november 2023 presenterades han som huvudtränare för herrlaget i Göteborgsklubben HP Warta.

## U-landslagsspel
Nacor Medina Perez har inte spelat i det svenska A-landslaget. Han har gjort 39 mål på 22 landskamper för Sveriges U19-landslag och 86 mål på 34 landskamper för U21-landslaget.